# Mimoides lysithous
Mimoides lysithous är en fjärilsart som först beskrevs av Jacob Hübner 1821.  Mimoides lysithous ingår i släktet Mimoides och familjen riddarfjärilar. Inga underarter finns listade i Catalogue of Life.

## Bildgalleri

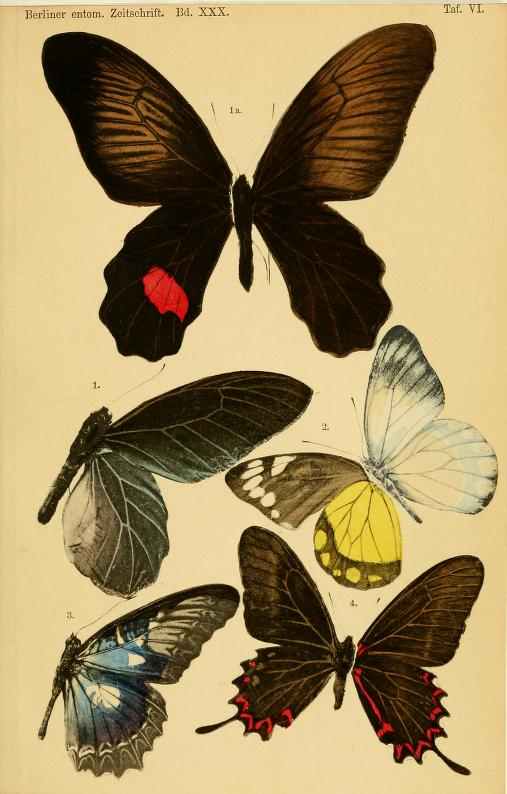
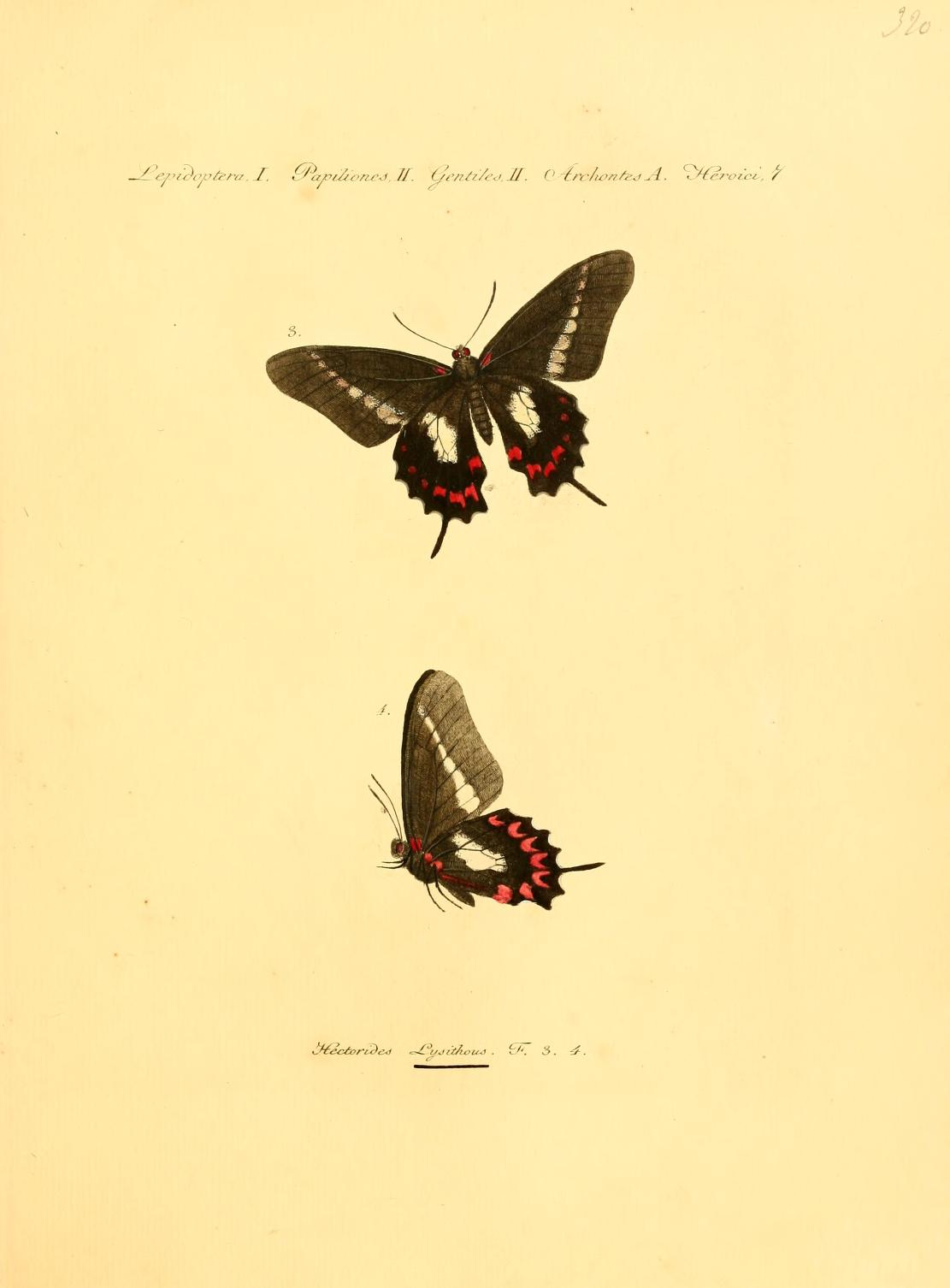
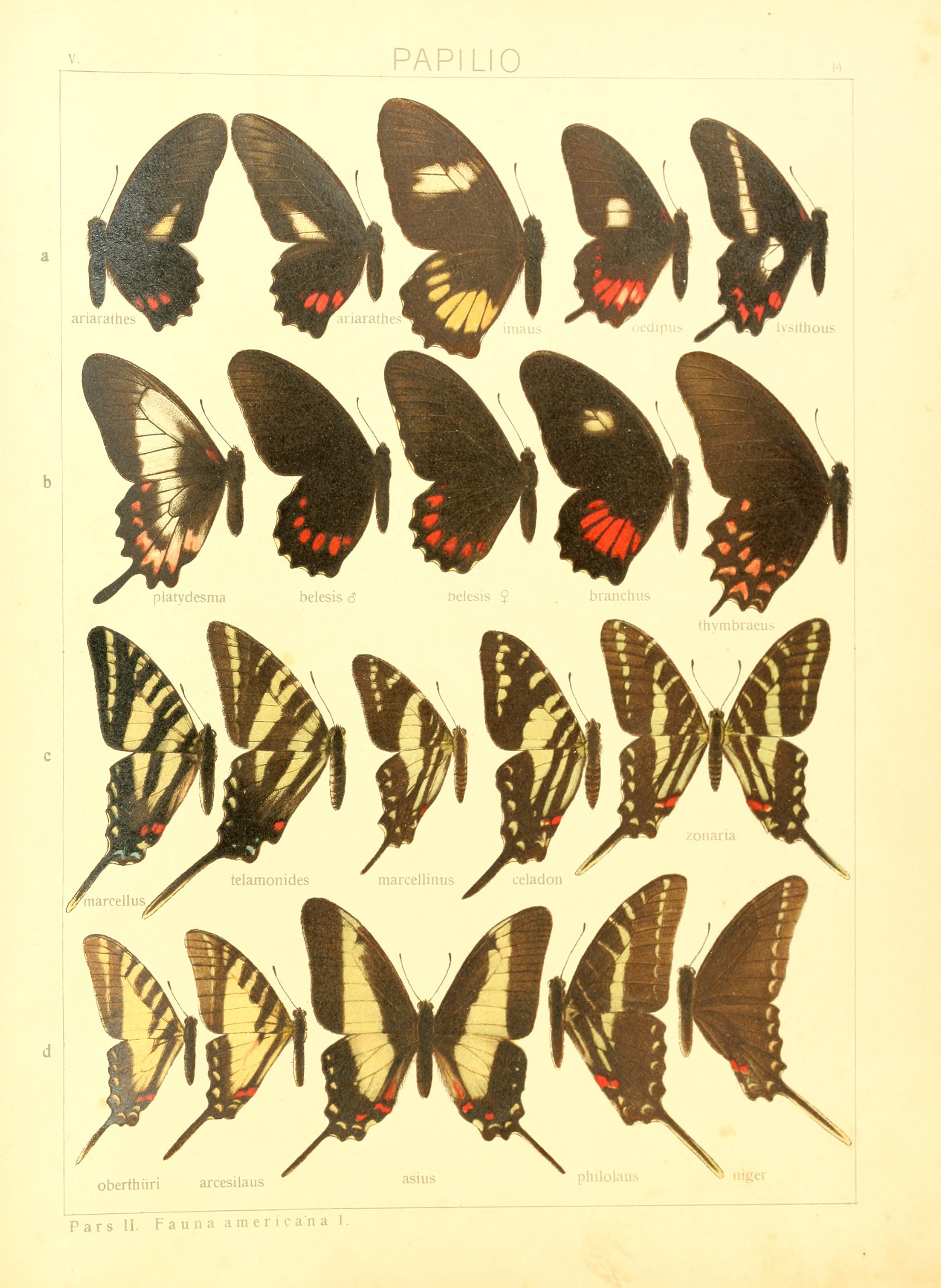
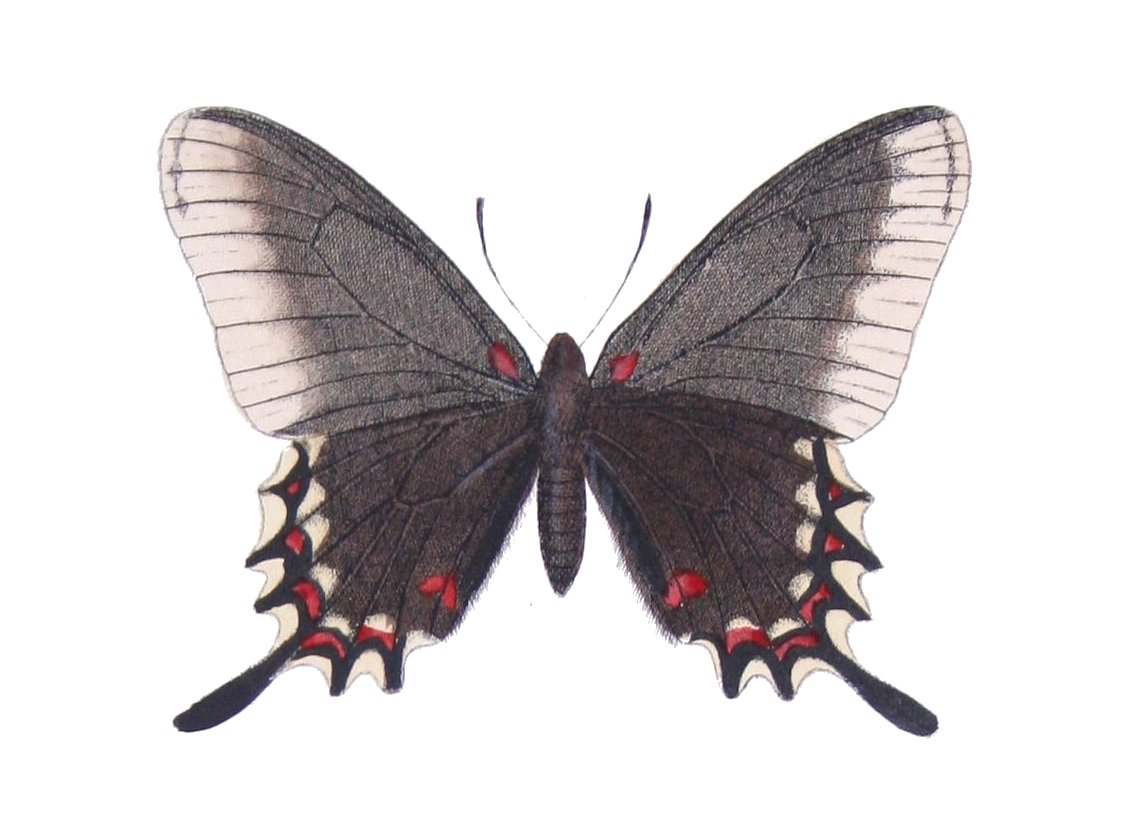
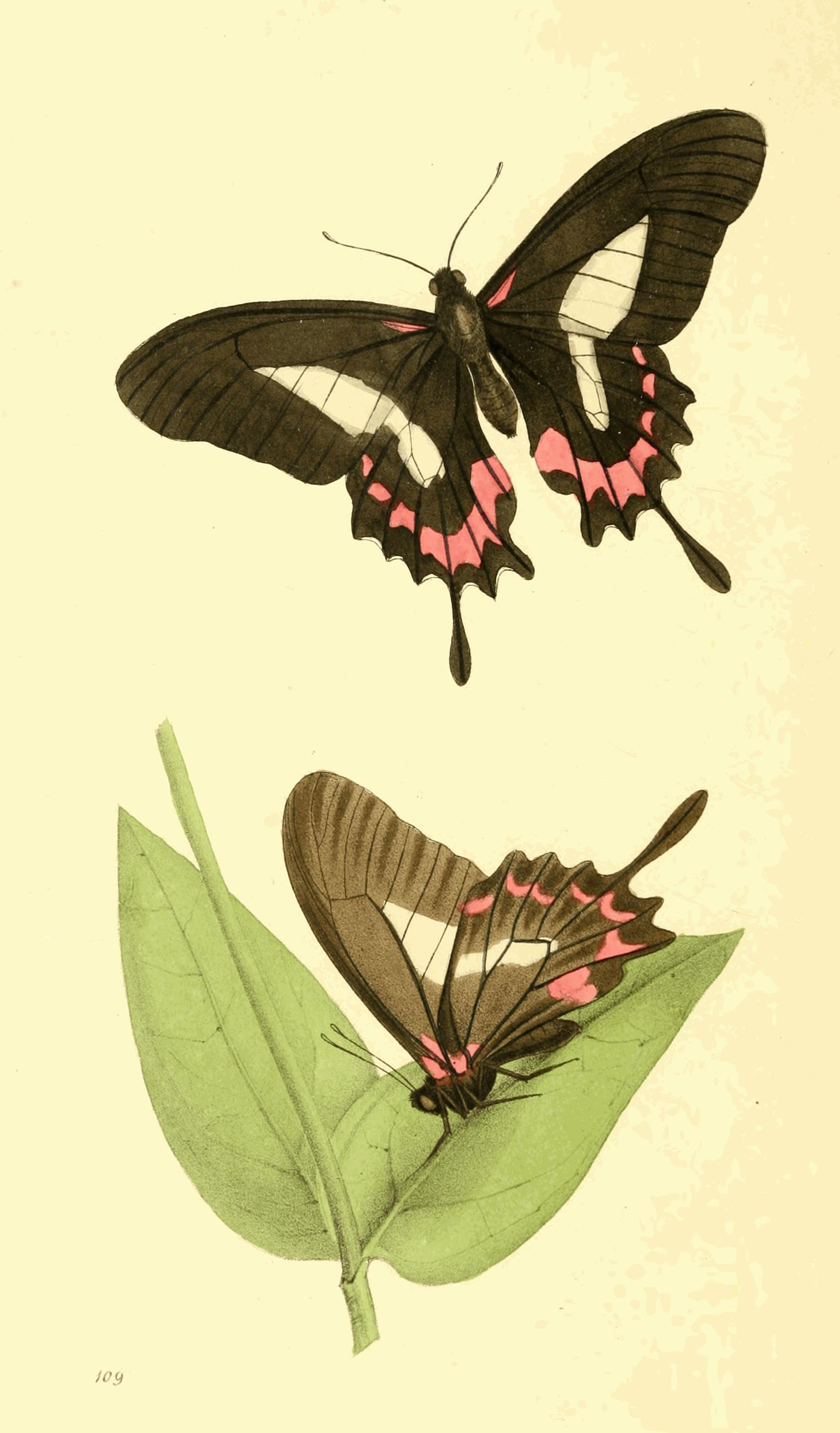